# Campeonato de Tercera División 2016 (Argentina)
El Campeonato de Tercera División 2016 es la septuagésima octava edición del certamen organizado por la Asociación del Fútbol Argentino. A partir de esta temporada, se sumaron los equipos de los clubes directamente afiliados de la B Nacional, participando en conjunto con los equipos de los clubes de Primera B.
El torneo consagró campeón a Platense, tras vencer a Deportivo Riestra en la final.

## Equipos participantes
Participan los clubes directamente afiliados a la AFA de la Primera B Nacional, los clubes de la Primera B:

### B Nacional
| Equipo             | Ciudad          | Estadio                       | Capacidad |
| ------------------ | --------------- | ----------------------------- | --------- |
| All Boys           | Buenos Aires    | Islas Malvinas                | 21 500    |
| Almagro            | José Ingenieros | Tres de Febrero               | 19 000    |
| Brown              | Adrogué         | Lorenzo Arandilla             | 4500      |
| Chacarita Juniors  | Villa Maipú     | Chacarita Juniors             | 20 844    |
| Ferro Carril Oeste | Buenos Aires    | Arquitecto Ricardo Etcheverri | 24 268    |
| Los Andes          | Lomas de Zamora | Eduardo Gallardón             | 36 942    |
| Nueva Chicago      | Buenos Aires    | Nueva Chicago                 | 25 000    |
| Villa Dálmine      | Campana         | El Coliseo de Mitre y Puccini | 11 250    |

#### Distribución geográfica de los equipos
| Región                                   | Cant. | Equipos                                          |
| ---------------------------------------- | ----- | ------------------------------------------------ |
| Conurbano bonaerense                     | 4     | Almagro, Brown de Adrogué, Chacarita y Los Andes |
| Ciudad de Buenos Aires                   | 3     | All Boys, Ferro Carril Oeste y Nueva Chicago     |
| Interior de la provincia de Buenos Aires | 1     | Villa Dálmine                                    |

### Primera B
| Equipo                 | Localidad            | Estadio                      | Capacidad |
| ---------------------- | -------------------- | ---------------------------- | --------- |
| Acassuso               | Boulogne             | La Quema                     | 800       |
| Almirante Brown        | Isidro Casanova      | Fragata Presidente Sarmiento | 25 000    |
| Atlanta                | Buenos Aires         | Don León Kolbovsky           | 14 000    |
| Barracas Central       | Buenos Aires         | Claudio Chiqui Tapia         | 4400      |
| Colegiales             | Vicente López        | Colegiales                   | 6500      |
| Comunicaciones         | Buenos Aires         | Alfredo Ramos                | 3500      |
| Defensores de Belgrano | Buenos Aires         | Juan Pasquele                | 9000      |
| Deportivo Armenio      | Ingeniero Maschwitz  | Armenia                      | 10 500    |
| Deportivo Español      | Buenos Aires         | Nueva España                 | 35 000    |
| Deportivo Morón        | Morón                | Nuevo Francisco Urbano       | 32 000    |
| Deportivo Riestra      | Buenos Aires         | Guillermo Laza               | 3000      |
| Estudiantes            | Caseros              | Ciudad de Caseros            | 16 740    |
| Fénix                  | Pilar                | No posee                     | -         |
| Flandria               | Jáuregui             | Carlos V                     | 5000      |
| Platense               | Vicente López        | Ciudad de Vicente López      | 31 030    |
| San Telmo              | Dock Sud             | Dr. Osvaldo Baletto          | 5500      |
| Talleres               | Remedios de Escalada | Talleres                     | 15 000    |
| Tristán Suárez         | Tristán Suárez       | 20 de Octubre                | 15 000    |
| UAI Urquiza            | Villa Lynch          | Monumental de Villa Lynch    | 1000      |
| Villa San Carlos       | Berisso              | Genacio Sálice               | 4000      |

| 1. 2. |

#### Distribución geográfica de los equipos
| Provincia                                    | Región                                                                                         | Cant. | Equipos                |
| -------------------------------------------- | ---------------------------------------------------------------------------------------------- | ----- | ---------------------- |
| Provincia de Buenos Aires (9)                | Partido de Vicente López                                                                       | 2     | Colegiales y Platense  |
| Provincia de Buenos Aires (9)                | Partido de Avellaneda                                                                          | 1     | San Telmo              |
| Provincia de Buenos Aires (9)                | [[Archivo:\|20x20px\|border\|Bandera del Partido de Ezeiza]] Partido de Ezeiza                 | 1     | Tristán Suárez         |
| Provincia de Buenos Aires (9)                | Partido de La Matanza                                                                          | 1     | Almirante Brown        |
| Provincia de Buenos Aires (9)                | [[Archivo:\|20x20px\|border\|Bandera de Partido de Lanús]] Partido de Lanús                    | 1     | Talleres (RdE)         |
| Provincia de Buenos Aires (9)                | Partido de Morón                                                                               | 1     | Deportivo Morón        |
| Provincia de Buenos Aires (9)                | [[Archivo:\|20x20px\|border\|Bandera de Partido de San Isidro]] Partido de San Isidro          | 1     | Acassuso               |
| Provincia de Buenos Aires (9)                | [[Archivo:\|20x20px\|border\|Bandera del Partido de General San Martín]] Partido de San Martín | 1     | UAI Urquiza            |
| Provincia de Buenos Aires (9)                | Partido de Tres de Febrero                                                                     | 1     | Estudiantes            |
| Ciudad de Buenos Aires (6)                   | Agronomía                                                                                      | 1     | Comunicaciones         |
| Ciudad de Buenos Aires (6)                   | Barracas                                                                                       | 1     | Barracas Central       |
| Ciudad de Buenos Aires (6)                   | Núñez                                                                                          | 1     | Defensores de Belgrano |
| Ciudad de Buenos Aires (6)                   | Parque Avellaneda                                                                              | 1     | Deportivo Español      |
| Ciudad de Buenos Aires (6)                   | Villa Crespo                                                                                   | 1     | Atlanta                |
| Ciudad de Buenos Aires (6)                   | Villa Soldati                                                                                  | 1     | Deportivo Riestra      |
| Interior de la provincia de Buenos Aires (4) | [[Archivo:\|20x20px\|border\|Bandera del Partido de Berisso]] Partido de Berisso               | 1     | Villa San Carlos       |
| Interior de la provincia de Buenos Aires (4) | [[Archivo:\|20x20px\|border\|Bandera del Partido de Escobar]] Partido de Escobar               | 1     | Deportivo Armenio      |
| Interior de la provincia de Buenos Aires (4) | Partido de Luján                                                                               | 1     | Flandria               |
| Interior de la provincia de Buenos Aires (4) | Partido de Pilar                                                                               | 1     | Fénix                  |

## Zona A
| Pos. | Equipo                 | Pts. | J  |
| ---- | ---------------------- | ---- | -- |
| 1.°  | Platense               | 28   | 13 |
| 2.°  | Fénix                  | 26   | 13 |
| 3.°  | UAI Urquiza            | 25   | 13 |
| 4.°  | Acassuso               | 25   | 13 |
| 5.°  | All Boys               | 23   | 13 |
| 6.°  | Ferro Carril Oeste     | 20   | 13 |
| 7.°  | Chacarita Juniors      | 18   | 13 |
| 8.°  | Estudiantes            | 17   | 13 |
| 9.°  | Villa Dálmine          | 16   | 13 |
| 10.° | Dep. Morón             | 15   | 13 |
| 11.° | Colegiales             | 12   | 13 |
| 12.° | Defensores de Belgrano | 12   | 13 |
| 13.° | Flandria               | 10   | 13 |
| 14.° | Armenio                | 8    | 13 |

|  | Clasificado a la final. |

## Zona B
| Pos. | Equipo            | Pts. | J  |
| ---- | ----------------- | ---- | -- |
| 1.°  | Deportivo Riestra | 33   | 13 |
| 2.°  | Los Andes         | 29   | 13 |
| 3.°  | Atlanta           | 23   | 13 |
| 4.°  | Comunicaciones    | 23   | 13 |
| 5.°  | Almirante Brown   | 20   | 13 |
| 6.°  | Tristán Suárez    | 19   | 13 |
| 7.°  | Barracas Central  | 19   | 13 |
| 8.°  | San Telmo         | 18   | 13 |
| 9.°  | Nueva Chicago     | 17   | 13 |
| 10.° | Almagro           | 16   | 13 |
| 11.° | Brown             | 16   | 13 |
| 12.° | Dep. Español      | 16   | 13 |
| 13.° | Talleres          | 13   | 13 |
| 14.° | Villa San Carlos  | 11   | 13 |

|  | Clasificado a la final. |

## Final
Los ganadores de cada zona, Platense y Riestra, se enfrentaron en único partido para definir al campeón, el estadio de la disputa fue elegido por sorteo.
| Final                                     | Final     | Final                                             | Final                  | Final      | Final |
| Ganador Zona 1                            | Resultado | Ganador Zona 2                                    | Estadio                | Fecha      | Hora  |
| ----------------------------------------- | --------- | ------------------------------------------------- | ---------------------- | ---------- | ----- |
| Platense                                  | 3 - 3     | Riestra                                           | Claudio "Chiqui" Tapia | 9 de junio | 14:00 |
| - Lucero 5' (pen.) 56' (pen.) - Lugli 15' | Penaltis  | - Velazco 7' (pen.) 63' 83' (pen.)                | Claudio "Chiqui" Tapia | 9 de junio | 14:00 |
| - Lucero - Desabato - Greco - Briones     | 3 - 2     | - Cardozo - Velasco - Soto - Borra - Morel - Goya | Claudio "Chiqui" Tapia | 9 de junio | 14:00 |
| Platense se consagró campeón.             |           |                                                   |                        |            |       |

## Goleadores
| Jugador | Goles | Equipo           |
| ------- | ----- | ---------------- |
| Velasco | 12    | Riestra          |
| Coca    | 8     | Colegiales       |
| Molina  | 8     | Tristán Suárez   |
| La Sala | 7     | Barracas Central |